# غبارنشین‌ها
غبارنشین‌ها فیلمی به کارگردانی داوود روستایی و نویسندگی منوچهر افتخاری محصول سال ۱۳۵۳ است.

## داستان
اعضای چهار خانوادهٔ متوسط: کارمند بخش بایگانی بانک، مبل ساز، چلو کبابی و دانشجو در یک مجتمع آپارتمانی سکونت دارند، و به دلیل عدم آشنائی با رسوم آپارتمان نشینی. مدام با یکدیگر کش مکش دارند، و نشست و برخاست‌های شان برای حصول به توافق بی‌نتیجه می‌ماند. آقای مؤدب (عزت‌الله انتظامی) بیش از دیگران همسرش (فخری خوروش) را سرزنش می‌کند که او را وادار کرده‌است زندگی در خانهٔ ییلاقی را رها و آپارتمان نشینی اختیار کنند. در این اثنا جوان دانشجو (مصطفی طاری)، که با مادر افلیجش زندگی می‌کند، در پی معاشرت با دختر مؤدب (آرام) از او هتک حیثیت می‌کند، و پس از اطلاع آقای مؤدب از خانه می‌گریزد و …

## بازیگران
- عزت‌الله انتظامی
- فخری خوروش
- رضا کرم‌رضایی
- مصطفی طاری
- آرام
- اسماعیل داورفر